# Marc-Kevin Goellner
Marc-Kevin Peter Goellner (Río de Janeiro, Brasil, 22 de septiembre de 1970) es un extenista alemán que conquistó 2 títulos en categoría individual y 4 en categoría de dobles a lo largo de su carrera. Fue miembro del equipo alemán campeón de Copa Davis en 1993 y medalla de bronce en dobles en los Juegos Olímpicos de Atlanta en 1996.

## Torneos de Grand Slam

### Finalista Dobles (1)
| Año  | Torneo        | Superficie     | Oponente en la final      | Resultado      |
| ---- | ------------- | -------------- | ------------------------- | -------------- |
| 1993 | Roland Garros | David Prinosil | Luke Jensen Murphy Jensen | 4-6 7-6(4) 4-6 |

## Títulos ATP (6; 2+4)

### Individual (2)
| Leyenda                         |
| Grand Slam (0)                  |
| ATP Wourld Tour Finals (0)      |
| ATP Masters 1000 World Tour (0) |
| ATP World Tour 500 series (0)   |
| ATP World Tour 250 series (2)   |

| N.º | Fecha                    | Torneo   | Superficie    | Oponente en la final | Resultado      |
| --- | ------------------------ | -------- | ------------- | -------------------- | -------------- |
| 1.  | 12 de abril de 1993      | Niza     | Tierra batida | Ivan Lendl           | 1-6, 6-4, 6-2  |
| 2.  | 30 de septiembre de 1996 | Marbella | Tierra batida | Àlex Corretja        | 7-6(4), 7-6(2) |

#### Finalista (1)
| N.º | Fecha                   | Torneo      | Superficie    | Oponente en la final | Resultado        |
| --- | ----------------------- | ----------- | ------------- | -------------------- | ---------------- |
| 1.  | 9 de septiembre de 1996 | Bournemouth | Tierra batida | Albert Costa         | 6-7(4), 6-2, 6-2 |

### Dobles (4)
| Leyenda                         |
| Grand Slam (0)                  |
| ATP World Tour Finals (0)       |
| ATP Masters 1000 World Tour (0) |
| ATP World Tour 500 series (0)   |
| ATP World Tour 250 series (4)   |

| N.º | Fecha                   | Torneo      | Superficie    | Pareja          | Oponentes en la final            | Resultado     |
| --- | ----------------------- | ----------- | ------------- | --------------- | -------------------------------- | ------------- |
| 1.  | 24 de febrero de 1992   | Róterdam    | Carpeta       | David Prinosil  | Paul Haarhuis Mark Koevermans    | 6-2, 6-7, 7-6 |
| 2.  | 14 de junio de 1993     | Long Island | Dura          | David Prinosil  | Arnaud Boetsch Olivier Delaitre  | 6-7, 7-5, 6-2 |
| 3.  | 9 de septiembre de 1996 | Bournemouth | Tierra batida | Greg Rusedski   | Rodolphe Gilbert Nuno Marques    | 6-3, 7-6      |
| 4.  | 3 de marzo de 1997      | Estocolmo   | Dura          | Richey Reneberg | Ellis Ferreira Patrick Galbraith | 6-3, 3-6, 7-6 |

#### Finalista (10)
| Leyenda                         |
| Grand Slam (1)                  |
| ATP World Tour Finals (0)       |
| ATP Masters 1000 World Tour (0) |
| ATP World Tour 500 series (1)   |
| ATP World Tour 250 series (8)   |

| N.º | Fecha                    | Torneo        | Superficie    | Pareja                | Oponentes en la final                  | Resultado             |
| --- | ------------------------ | ------------- | ------------- | --------------------- | -------------------------------------- | --------------------- |
| 1.  | 24 de mayo de 1993       | Roland Garros | Tierra batida | David Prinosil        | Luke Jensen Murphy Jensen              | 4-6, 7-6, 4-6         |
| 2.  | 14 de junio de 1993      | Halle         | Hierba        | Mike Bauer            | Petr Korda Cyril Suk                   | 6-7, 7-5, 3-6         |
| 3.  | 27 de febrero de 1995    | Acapulco      | Tierra batida | Diego Nargiso         | Javier Frana Leonardo Lavalle          | 7-5, 6-3              |
| 4.  | 3 de abril de 1995       | Estoril       | Tierra batida | Diego Nargiso         | Yevgueni Káfelnikov Andréi Oljovski    | 7-5 5-7 2-6           |
| 5.  | 6 de octubre de 1997     | Viena         | Carpeta       | David Prinosil        | Ellis Ferreira Patrick Galbraith       | 3-6, 4-6              |
| 6.  | 8 de junio de 1998       | Halle         | Hierba        | John-Laffnie de Jager | Ellis Ferreira Rick Leach              | 6-4, 4-6, 6-7         |
| 7.  | 1 de marzo de 1999       | Copenhague    | Carpeta       | David Prinosil        | Max Mirnyi Andréi Oljovski             | 7-6 (5), 6-7 (4), 1-6 |
| 8.  | 7 de junio de 1999       | Merano        | Tierra batida | Eric Taino            | Lucas Arnold Ker Jaime Oncins          | 4-6, 6-7              |
| 9.  | 27 de septiembre de 1999 | Bucarest      | Tierra batida | Francisco Montana     | Lucas Arnold Ker Martín Alberto García | 3-6 6-2 3-6           |
| 10. | 25 de septiembre de 2000 | Palermo       | Tierra batida | Pablo Albano          | Tomás Carbonell Martín Alberto García  | w/o                   |
| 11. | 10 de septiembre de 2001 | Bucarest      | Tierra batida | Pablo Albano          | Aleksandar Kitinov Johan Landsberg     | 4-6, 7-6 (5), [6-10]  |